# Gornja Ljubata
Gornja Ljubata (Servisch cyrillisch Горња Љубата) is een plaats in de Servische gemeente Bosilegrad. De plaats telt 485 inwoners (2002).